# NHK
NHK (яп. 日本放送協会, にっぽんほうそうきょうかい, ніппон хосо кьокай; Nippon Hōsō Kyōkai, англ. Japan Broadcasting Corporation, укр. Японська телерадіомовна корпорація) — японська компанія суспільного телерадіомовлення. Найбільша в Азійсько-Тихоокеанському регіоні компанія, що працює у галузі радіо й телебачення. Орієнтується на Британську телерадіомовну компанію. Виникла 1950 року, на базі Японської трансляційної корпорації, заснованої 1926 року. За законом Японії про телерадіомовлення є юридичною особою особливого статусу. З 1959 року офіційно використовує абревіатуру NHK (Ен-Ейч-Кей). Здійснює телерадіомовлення 49 годин на добу через супутники 23 мовами на японському та міжнародному ринках. Після військового російського вторгнення в Україну з 14 березня 2022 року, телекомпанія NHK World JAPAN додала сторінку українських новин на свій інтернет-сайт. Утримується за рахунок абонентської плати аудиторії. Трансляція закордоном частково субсидується японським урядом.

## Історія

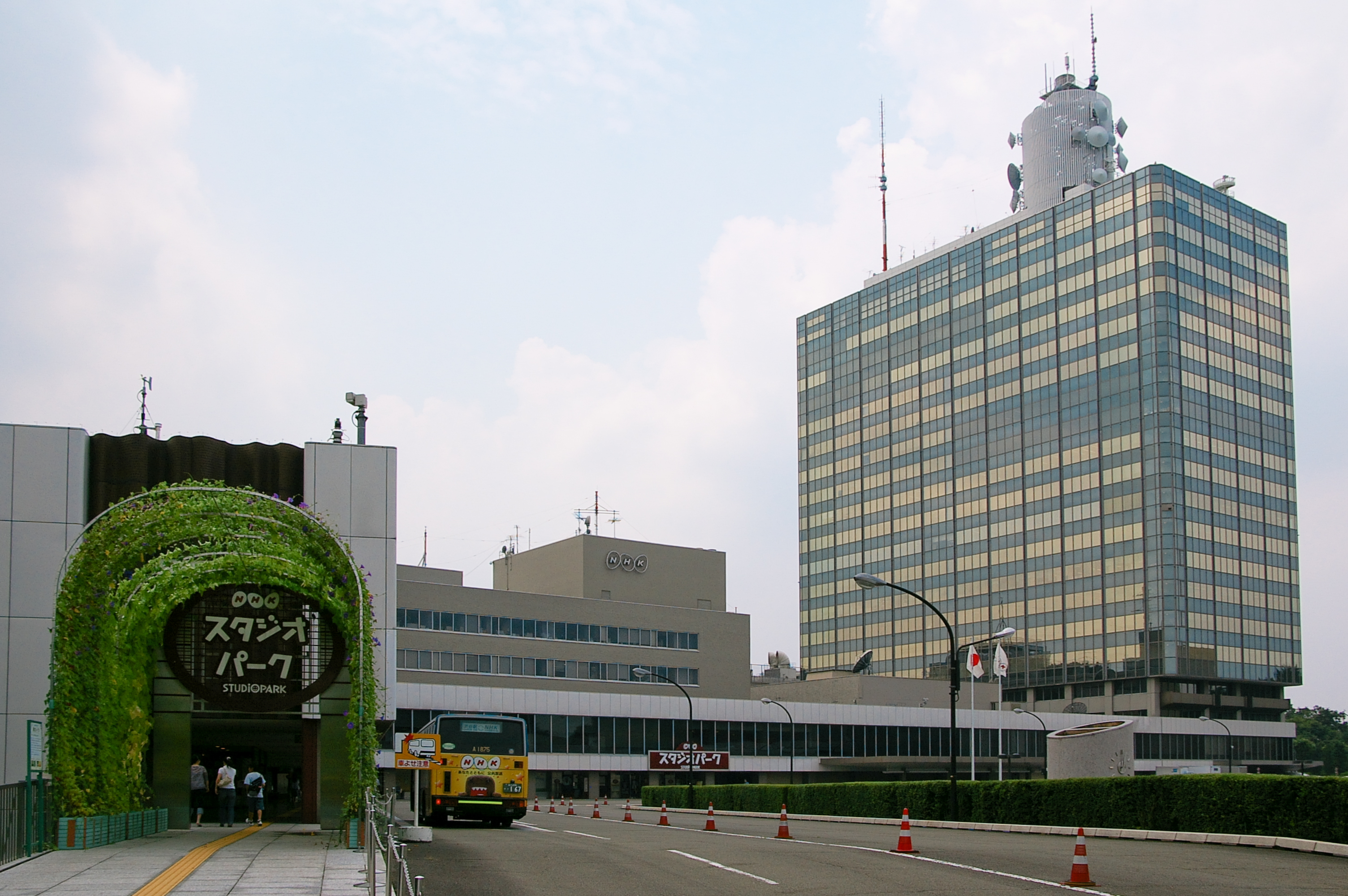
Штабквартира Японської телерадіомовної корпорації.

Історія NHK є історією японського телерадіомовлення в цілому. Першою японською радіомовною компанією була Токійська радіомовна служба, яка розпочала мовлення 22 березня 1925 року. Того ж року відкрилися Осацька і Наґойська служби. Три компанії були незалежними корпораціями, які мали урядову ліцензію та утримувалися за рахунок оплати мовлення аудиторією.
6 серпня 1926 року, за ініціативи Міністерства зв'язку Японії, яке планувало створити загальнонаціональну мережу радіомовлення за зразком британської BBC, три служби були об'єднані в єдину Японську трансляційну корпорацію. Початково вона мала одну радіостанцію, а 1931 року відкрила другу для передач освітнього характеру. 1934 року відбулася реформа корпорації, спрямована на централізацію управління та уніфікацію змісту радіотрасляції. 1935 року компанія вперше використала техніку прямого ефіру під час шкільних передач, а також розпочала мовлення закордоном, у західній частині США.
29 лютого 1936 року Японська трансляційна корпорація зіграла важливу роль у придушенні путчу молодих офіцерів, оприлюднивши наказ Надзвичайного штабу Токійського округу скласти зброю і припинити антиконституційні дії. В серпні того ж року компанія вела пряму трансляцію XI Олімпійських ігор в Берліні. В травні 1940 року кількість її угод зі споживачами про надання послуг радіомовлення перевищила 5 мільйонів.
Зі вступом Японії у Другу світову війну та мілітаризації інформаційного простору, корпорація опинилася під фактичним контролем держави. Другу радіостанцію закрили, а передачі прогнозу погоди відмінили. Наприкінці війни, 15 серпня 1945 року, корпорація транслювала по радіо першу в історії публічну промову Імператора та його указ про поразку Японії.
Під час окупації Японії силами США в 1945—1952 роках, японська трансляційна корпорація знаходилася у відомстві Генерального штабу головнокомандувача союзними окупаційними силами. Її працівники проходили перепідготовку у відділі радіо Секції громадської інформації та освіти Генштабу. Окупаційна влада використовувала корпорацію з метою інформаційної підтримки курсу демілітаризації, денаціоналізації та демократизації країни. В період окупації радіоефір збагатився соціальними опитуваннями, дебатами та вікторинами. Формат передач змінився під впливом традицій американського комерційного мовлення.
1 червня 1950 року набув чинності новий закон про телерадіомовлення, згідно з яким стара Японська трансляційна корпорація розпускалася. На її кадровій та матеріальній базі утворювалася нова Японська телерадіомовна корпорація. Вона керувалася Управлінським комітетом з 12 осіб, які призначалися прем'єр-міністром Японії за згоди Парламенту. Від імені японської нації комітет визначав курс розвитку корпорації, затверджував її бюджет, планував формат передач, а також призначав президента та виконавчого генерального директора для координації повсякденної роботи. Щорічно бюджет корпорації та план діяльності подалися до Парламенту разом із доповідною запискою прем'єр-міністра і проходили ратифікацію.
Закон 1950 року дозволяв громадянам створювати приватні комерційні радіокомпанії, тому Японська телерадіомовна корпорація, яка до того часу була монополістом на радіоринку, була змушена вступити з ними у конкуренту боротьбу. З лютого 1952 року вона відновила міжнародну трансляцію радіопрограм, а через рік першою в Японії розпочала чорно-біле телемовлення. В грудні 1956 року корпорація перейшла на експериментальне кольорове телемовлення, яке стало основним з вересня 1960 року. В грудні 1957 року вона запустила першу в Японії FM-радіостанцію, а в січні 1959 року оформила новий освітянський канал. Станом на березень 1963 року компанія мала понад 10 мільйонів договорів зі своєю аудиторією.
1989 року Японська телерадіомовна корпорація розпочала трансляцію телепередач на двох новостворених супутникових каналах. 1994 року вона запустила експериментальний канал телебачення високої роздільної здатності, який став основним з 2000 року. 1995 року в межах корпорації була створена міжнародна телерадіомовна служба «NHK World», яка передає програми корпорації закордон англійською та іншими 17 мовами.

## Організація
Японська телерадіомовна корпорація утримується за рахунок щомісячної абонентської плати за перегляд телевізійних передач аудиторією. За японським законодавством кожна родина, що має телеприймач, зобов'язана укладати договір з корпорацією. Станом на 2009 рік кількість договорів компанії із слухачами і глядачами в межах Японії становила близько сорока мільйонів. 80 % усіх прибутків компанії надходять з платні за перегляд супутникових каналів. На думку корпорації система оплати, забезпечує незалежність громадського телерадіомолення від урядових і приватних організацій.
Корпорацією керує Управлінський комітет з 12 осіб різного соціального статусу та професій. Він оновлюється щорічно і призначається прем'єр-міністром Японії за схвалення обох палат японського Парламенту. Комітет планує бюджет корпорації та визначає її трансляційну політику. Він також обирає Виконавчий відділ, який безпосередньо займається справами корпорації, реалізуючи настанови комітету. Виконавчий відділ очолює президент, якому підпорядковуються віце-президент та дев'ять виконавчих директорів. Він є обличчям корпорації і зв'язковим між Управлінським комітетом та урядом Японії. Додатковий громадський контроль над діяльністю Управлінського комітету та Виконавчого відділу здійснює Інспекційний комітет. Він складається більш ніж з трьох членів Упаравлінського комітету і звітує перед ним у випадку виявлення порушень в роботі корпорації.
При Японській телерадіомовній корпорації діють також Науково-технічні дослідницькі лабораторії, засновані 1930 року, та Дослідницький інститут культури телерадіомовлення, сформований 1946 року. Ці установи здійснюють науково-технічну та соціальну підтримку діяльності корпорації всередині країни і закордоном.

## Покриття
Станом на 2006 рік корпорація має 54 локальні телерадіомовні служби на території Японії. Вони покривають усі 47 японських префектур і згруповані за 8 регіонами для зручності. Деяким службам підпорядковані 14 локальних відділів, розміщених у великих префектурних містах. Штаб-квартира корпорації знаходиться в Токіо.
Перший північнояпонський регіон Хоккайдо представлений 7 службами, центральною з яких є телерадіомовна служба міста Саппоро. Другий північний регіон Тохоку має 6 служб з центром у місті Сендай, а також 5 локальних відділів. Східнояпонський регіон Канто-Косін'ецу з центром в Токіо контролює 10 телерадіомовних служб і 1 локальний відділ. Центральнояпонський регіон Токай-Хокуріку здійснює трансляцію програм корпорації через 7 служб та 3 відділи. Західна Японія представлена 3 регіонами — Кансай, Тюґоку та Шікоку. Перший має 6 служб і 1 відділ з центром в Осаці, другий — 5 служб і 3 відділи з центром в Хіросімі, а третій — 4 служби з центром в Мацуямі. Останньому південнояпонському регіону Кюсю з центром у Фукуоці підпорядковується 9 служб і 1 відділ.
Станом на 2006 рік корпорація має 31 представництво закордоном: 4 генеральні телерадіомовні служби, яким підпорядковано 25 відділень та 2 офіси. Найбільшою генеральною службою є Азійська, розквартирована в Бангкоці, столиці Таїланду. Вона контролює 12 відділів та 1 офіс, які висвітлюють новини на території Південно-Східної і Південної Азії, Австралії та Океанії, Близького та Середнього Сходу, а також Африки. Другою за величиною є Європейська генеральна телерадіомовна служба корпорації з центром в Парижі. У її відомстві перебуває 6 відділень та 1 офіс. Ця служба надає японському громадському телебаченню відомості про Україну через Московське відділення. Стратегічно важливими генеральними службами є Китайська та Американська, розквартировані у Пекіні та Нью-Йорку. Вони контролюють 4 і 3 відділення відповідно. Ці служби здійснюють збір та аналіз новин з країн Східної Азії, Північної та Південної Америк.

## Структура

### Телевізійні канали
Японія
- Кабельні

Загальне телебачення NHK (яп. NHK総合テレビジョン; англ. NHK General TV; скорочено: NHK G, GTV або NHK TV) — основний телевізійний канал корпорації. Працює з 1 лютого 1953 року. Доступний на всіх телеприймачах Японії. Основними програмами каналу є новини, телесеріали, вікторини, музичні та спортивні передачі, трансляції змагань сумо, аналітичні огляди міжнародних відносин, фінансів, довкілля, всесвітньої та японської історії, географії. Має широку аудиторію. Найпопулярнішими програмами є щонедільні історичні серіали та нововірний пісенний конкурс хітів року, що минає.
Освітнє телебачення NHK (яп. NHK教育テレビジョン; англ. NHK Educational TV; скорочено: NHK E, ETV або Educational TV) — освітянський телевізійний канал корпорації. Працює з 1 жовтня 1959 року. Доступний на всіх телеприймачах Японії. Спеціалізується на програмах освітнього, наукового-популярного та аналітичного характеру. Основна аудиторія — діти, школярі, студенти, пенсіонери. Напопулярнішими програмами є випуски аніме, уроки для школи, іноземні мови, дебати щодо стану японської освіти та науки.
- Супутникові

Перше супутникове телебачення NHK (яп. NHK衛星第1テレビジョン; англ. NHK BS-1; скорочено: BS1 або NHK1) — перший супутниковий телевізійний канал корпорації. Працює з 1 червня 1989 року. Головними програмами каналу є міжнародні новини, жива трансляція спортивних змагань, науково-популярні передачі та документальні фільми присвячені проблемам довкілля, геополітики, космосу.
Друге супутникове телебачення NHK (яп. NHK衛星第2テレビジョン; англ. NHK BS-2; скорочено: BS2 або NHK2) — другий супутниковий телевізійний канал корпорації. Працює з 1 червня 1989 року. Спеціалізується на передачах, присвячених образотворчому і театральному мистецтву, музиці, історії та культурі Японії й світу. Транслює художні фільми та документальні фільми.
Цифрове супутникове високоякісне телебачення NHK (яп. NHKデジタル衛星ハイビジョン; англ. NHK Hi-Vision; скорочено: BShi або NHK h) — третій супутниковий телевізійний канал корпорації. Працює з 1 грудня 2000 року. Має різний спектр програм — мистецтвознавчі, екологічні, наукові, космічні, спортивні, тощо. Транслює передачі у режимі високій роздільній здатності (HDTV).
Світ
NHK World TV (яп. NHKワールドTV) — міжнародний телевізійний канал корпорації. Працює з 6 грудня 2009 року. Веде трансляції англійською, китайською, корейською, іспанською мовами. Спеціалізується на новинах з Японії та азійських країн. Отримує фінансову підтримку уряду для створення позитивного іміджу Японії закордоном. Основна аудиторія — японці, що проживають закордоном, політики та бізнесмени.
NHK World Premium — міжнародний телевізійний канал корпорації. Працює з 6 грудня 2009 року. Веде трансляції японською мовою. Відомий в Європі як канал JSTV, а в США — як TV Japan. Транслює найкращі програми корпорації, показані на загальнояпонському телебаченні.

### Радіостанції
Японія
Перше радіомовлення NHK (яп. NHKラジオ第1放送; англ. NHK Radio 1) — основна радіостанція корпорації. Працює з 22 березня 1925 року. Здійснює цілодобову трансляцію в діапазоні середніх хвиль. Основними передачами є новини, прогнози погоди, музичні, пісенні та поетичні конкурси, дитячі програми.
Друге радіомовлення NHK (яп. NHKラジオ第2放送; англ. NHK Radio 2) — освітянська радіостанція корпорації. Працює з 1926 року. Здійснює трансляцію в діапазоні середніх хвиль. Спеціалізується на трансляції загальноосвітніх, науково-популярних та аналітичних передач. Проводить безкоштовні радіоуроки з різних дисциплін. Має популярність серед дітей та пенсіонерів.
NHK FM (яп. NHK-FM放送) — FM-радіостанція корпорації. Працює з 24 грудня 1957 року. Здійснює мовлення в діапазоні надкоротких хвиль. Випускає музичні передачі. На відміну від комерційних радіостанцій, транслює не лише сучасну популярну музику, але й класичну та японську традиційну музику, вистави японських традиційних та сучасних театрів.
Світ
NHK World Radio Japan (яп. NHKワールド・ラジオ日本; англ. Radio Japan; скорочено — RJ) — міжнародна радіостанція корпорації. Працює з перервами з 1 червня 1935. Початкова назва Токійське радіо. Основними програмами є новини з Японії та Азії, а також розважальні передачі. Здійснює мовлення 65 години на добу японською і англійською мовами. Регіональні служби радіостанції забезпечують додаткову підтримку арабською, бенгальською, бірманською, в'єтнамською, гінді, індонезійською, іспанською, китайською, корейською, російською, перською, португальською, суахілі, тайською, урду, французькою мовами. Трансляція передач радіостанції здійснюється на коротких хвилях, а також в інтернеті.

## Телевізійні програми

### Новини
NHK пропонує глядачам місцеві, національні та світові новини. NHK News 7 виходять щодня і транслюється двома мовами: японською та англійською на телеканалі NHK General TV та міжнародних каналах NHK TV Japan та NHK World Premium. Програма новин News Watch 9 також є двомовною, і вона також виходить на телеканалі NHK General TV та міжнародних каналах та NHK World Premium. Світові новини виходять в етері NHK BS 1 разом з Catch! Sekai no Top News вранці, а вночі International News Report, останні також виходять в етер NHK World Premium. Новини на NHK BS 1 виходять у етер 50 хвилин на годину, за винятком спортивних подій у прямому етері.
NHK також пропонує новини для людей з вадами слуху (які виходять в етері навчального телебачення NHK), регіональні новини (які виходять в етері на загальному телебаченні NHK) та дитячі новини. Newsline - це англомовна програма новин, розроблена для іноземних глядачів та виходить у етері NHK World.

### Повідомлення про надзвичайні ситуації
Відповідно до Закону про мовлення, NHK зобов’язана передавати повідомлення про надзвичайні ситуації заздалегідь під час стихійних лих, таких як землетруси та цунамі. Їхня національна мережа сейсмометрів у співпраці з Японським метеорологічним агентством дає змогу NHK попереджати про землетруси за кілька секунд після його виявлення, а також більш детальну доповідь лише за дві-три хвилини після землетрусу. Вони також транслюють попередження про повітряну атаку на випадок війни, використовуючи систему J-Alert
Усі попередження транслюються п’ятьма мовами: англійською, мандаринською, корейською та португальською (Японія має невеликі китайські, корейські та бразильські поселення), а також японською.

### Спорт
NHK транслює спортивні події країни та світу: боротьбу з сумо, ігри в бейсбол, Олімпійські ігри, футбол, а також низку інших видів спорту.

### Музика
Симфонічний оркестр NHK, фінансований спонсором NHK, Ніппоном Хосо Кіокай, раніше (до 1951 р.) він називався - Японський симфонічний оркестр. Симфонічний оркестр NHK здобув визнання у всьому світі завдяки своїм 29 зарубіжним концертним турам, що розпочалися в 1960 році, презентації прем'єрних творів всесвітньо відомих композиторів, а також аудіозаписам, випущеним деякими найвідомішими музичними лейблами у світі.
З 1953 р. NHK транслював пісенний конкурс Kōhaku Uta Gassen напередодні Нового року, що закінчується незадовго до півночі.

### Дитячі
Найдовше дитяче шоу в Японії, яке транслюють з 1959 року, називається "Okaasan to Issho" (англ. With Mother) і донині.

## Логотип[32]

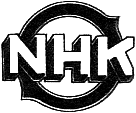
Логотип компанії 1926-1942 рр.
1962-1995 рр.
Логотип, який використовувався з 1995 до березня, 2020
2020 - до сьогодні

## Міжнародний проєкт "Time to Question"
Влітку 2020, під час світової пандемії, NHK WORLD-JAPAN запустила новий міжнародний трансмедійний проєкт під назвою "Time to Question". Цей проєкт виник у результаті співпраці NHK із громадськими ЗМІ, недержавними організаціями та іншими партнерами по всьому світу.
Проєкт – це опитування, у якому можуть взяти участь люди у всьому світі. Його мета - запросити всіх, незалежно від їх віку, статі чи національністі, подумати про минуле, сьогодення та майбутнє нашого суспільства, уявляючи, як можна змінити поведінку та дії людства.
Опитування відкрито для користувачів Інтернету по всьому світу. Пройти опитування можна різними мовами: японською, англійською, французькою та німецькою, китайською, в'єтнамською, тайською та індонезійською.
Анкета складається з 130 питань на 6 основних тем, у тому числі містять роздуми про наше минуле та спадщину, сьогодення, розуміння майбутнього, наша поведінка як особистості, питання щодо охорони здоров'я та екології.
Результати постійно оновлюються і доступні для респондентів у режимі реального часу

## Соціальні мережі
Новини, коротні відео, інформацію про програми можна знайти на офіційних сторінках NHK WORLD-JAPAN у соціальних мережах: Facebook [Архівовано 13 квітня 2021 у Wayback Machine.], Instagram [Архівовано 9 листопада 2020 у Wayback Machine.], Twitter [Архівовано 14 вересня 2021 у Wayback Machine.], YouTube [Архівовано 23 квітня 2021 у Wayback Machine.].